# Test de concordance de script
Le test de concordance de script (TCS) est une technique d'évaluation du raisonnement clinique en contexte d'incertitude par une simulation de situations. 
Cet instrument d'évaluation a été conçu et développé dans le domaine de la santé pour mesurer la capacité à résoudre des problèmes mal définis, toutefois il peut être utilisé dans tous les domaines professionnels. 
Il est donc particulièrement indiqué pour les étudiants en médecine, mais aussi auprès des étudiants en soins infirmiers qui doivent également être en mesure de mobiliser un certain niveau de raisonnement clinique en situation complexe ou d'incertitude. 
L'avantage majeur de cette méthode par rapport à d'autres instruments écrits d'évaluation (QCM, QROC) est qu'elle apprécie l'organisation des connaissances et non uniquement les connaissances factuelles.

## But
La capacité à résoudre des problèmes cliniques mal définis caractérise les médecins expérimentés et compétents. En matière d’évaluation, les modalités actuelles exigent un consensus entre les membres du jury sur la bonne réponse, or les médecins expérimentés varient dans le processus de raisonnement pour ce type de problème qui est en conséquence généralement exclu des évaluations. Ceci explique peut-être pourquoi les médecins expérimentés n’obtiennent pas, dans les évaluations écrites de compétence, des scores plus élevés que les médecins en fin de formation.

## Méthode
Les TCS s'appuie sur la théorie hypothético-déductive du raisonnement clinique et sur la théorie des scripts, elle-même issue de la psychologie cognitive.. (Réseaux de connaissances organisées pour la résolution de tâches spécifiques) 

## Résultats
Plusieurs études menées dans différentes disciplines ont montré que le test permet de discriminer des niveaux d’expérience différents avec des caractéristiques psychométriques intéressantes (validité de construit, validité prédictive, fidélité). Ces résultats sont brièvement présentés et commentés.

## Questionnaire de diagnostic
Représentation de comment se concrétise le questionnaire de test de concordance de script.
| Si vous pensez à.. | Et qu'alors vous trouvez ... | L'effet sur l'hypothèse est ... |
| ------------------ | ---------------------------- | ------------------------------- |
| Une hypothèse      | Nouvelle information         | -2 [] -1 [] 0 [] +1 [] +2 []    |
| [...]              | [...]                        | [...]                           |

La grille de réponse est :
- -2   : Pratiquement éliminé
- -1   : Moins Probable
- 0   : Non influencée
- +1   : Plus probable
- +2   : Pratiquement certaine